# Stéphane Sessègnon
Stéphane Sessègnon (ur. 1 czerwca 1984 w Allahé) – beniński piłkarz występujący na pozycji pomocnika.

## Kariera klubowa

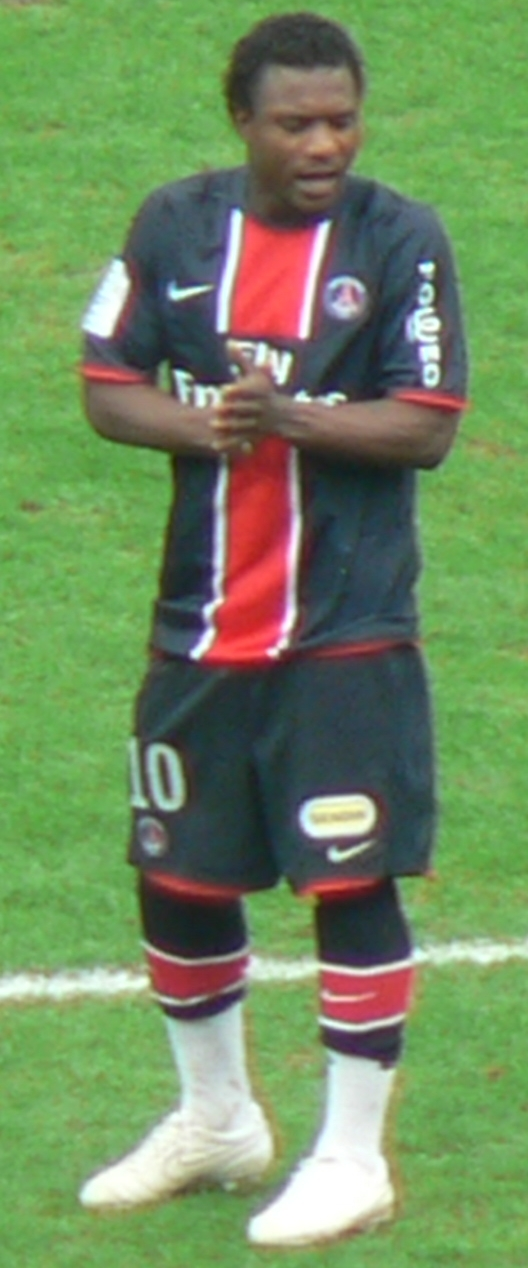
Sessègnon w barwach Paris Saint-Germain.

### Wczesne lata
Karierę piłkarską Sessègnon rozpoczął w klubie Requins de l’Atlantique FC, pochodzącego z miasta Cotonou. W 2002 roku zadebiutował w jego barwach w pierwszej lidze i grał tam przez trzy kolejne sezony, ale nie osiągnął większych sukcesów. Latem 2004 Stéphane wyjechał do Francji i został zawodnikiem grającego w Ligue 2 US Créteil-Lusitanos. W zespole Créteil był podstawowym zawodnikiem i przez dwa lata zdobył 10 goli w lidze, jednak nie wywalczył z nim awansu do Ligue 1.

### Le Mans
W lipcu 2006 roku Sessègnon został piłkarzem pierwszoligowego UC Le Mans. W Ligue 1 zadebiutował w drugiej kolejce ligowej, 12 sierpnia w zremisowanym 2:2 wyjazdowym spotkaniu z Troyes AC. Natomiast w listopadowym meczu ze Stade Rennais FC (1:1) zdobył pierwszego gola w rozgrywkach francuskiej ekstraklasy. Był to jego jedyny gol w tamtym sezonie, a z klubem z Le Mans zajął 12. pozycję w Ligue 1. W sezonie 2007/2008 zaliczył 4 trafienia, w tym dwa w przegranym 2:3 wyjazdowym spotkaniu z Olympique Lyon. Z Le Mans zajął 9. miejsce w lidze, a latem 2008 otrzymał propozycje transferowe z Lyonu, Olympique Marsylia, Paris Saint-Germain oraz Arsenalu.

### PSG
Nowym klubem Sessegnona w karierze ostatecznie został Paris Saint-Germain. Do stołecznego klubu trafił za €8 milionów i podpisał kontrakt do 2012 roku. W barwach PSG zadebiutował 16 sierpnia 2008 roku w wygranym 1:0 domowym spotkaniu z Girondins Bordeaux. Pierwszego gola dla PSG zdobył tydzień później w meczu z FC Sochaux-Montbéliard (1:1). W całym sezonie strzelił 6 goli w Ligue 1 w 34 rozegranych meczach i zajął z nim 6. miejsce w lidze.

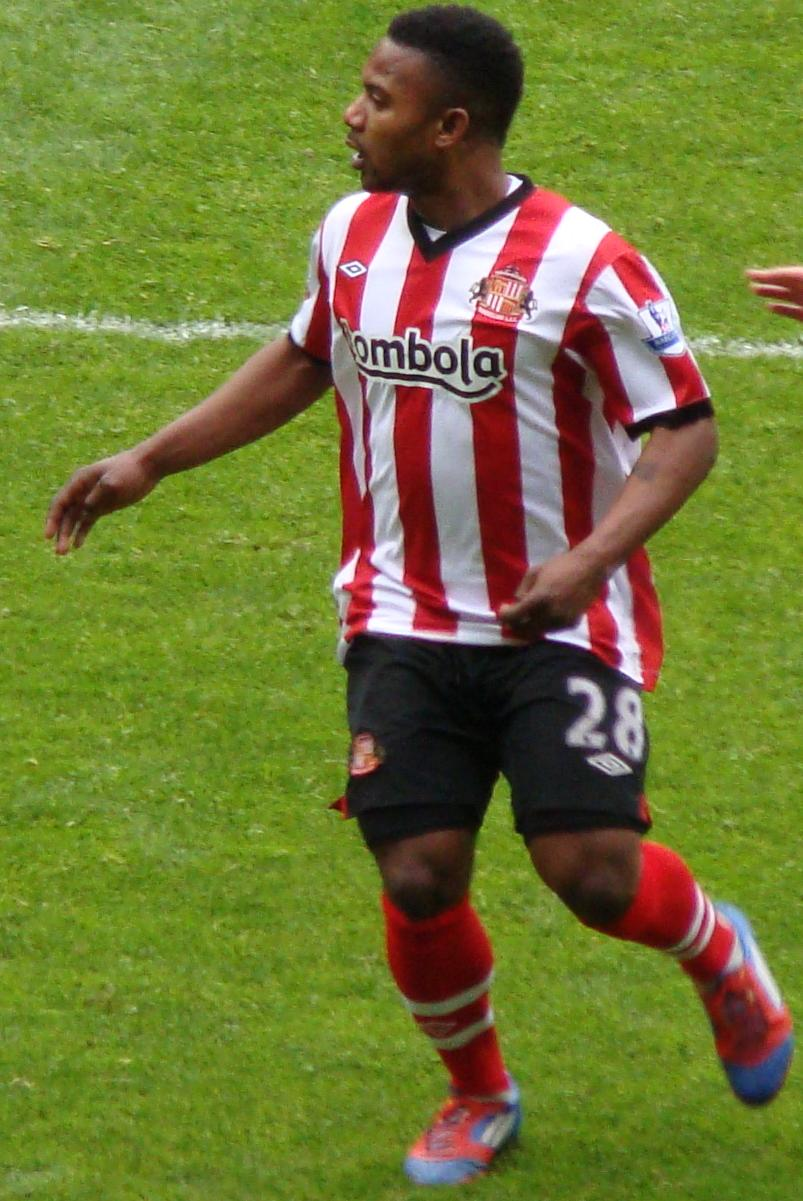
Sessègnon w barwach Sunderlandu w 2012.

### Sunderland
29 stycznia 2011 roku pomocnik podpisał kontrakt z Sunderlandem. Kosztował £6 milionów, a z angielskim klubem podpisał 3,5-letni kontrakt. W nowym zespole zadebiutował 1 lutego 2011 w meczu przeciwko Chelsea.
Pierwszego gola w nowej drużynie zaliczył 23 kwietnia w meczu z Wigan Athletic. Wykorzystał wtedy rzut karny w 73 minucie. Przez kontuzje Danny Welbecka i Asamoah Gyan zmuszony był do gry jako osamotniony napastnik. Przez pierwsze pół roku swojej gry w klubie w 14 meczach strzelił 3 gole.
8 lutego 2012 roku zaliczył bardzo ważne trafienie w dramatycznym meczu przeciwko Middlesbrough, rozgrywanym w ramach FA Cup. Gol ten, strzelony w 113 minucie dał jego drużynie awans do piątej rundy pucharu, w której to jego zespół spotkał się z Arsenalem.
30 lipca 2012 roku Sessègnon podpisał nowy kontrakt z Sunderlandem, który sprawił, że zawodnik związał się ze swoim klubem do 2015 roku. W 2016 przeszedł do Montpellier HSC.

### WBA
2 września 2013 roku, czyli w ostatnim dniu okienka transferowego, został nowym piłkarzem West Bromwich Albion. Piłkarz kosztował £5,5 miliona, kwota ta może jednak w razie dobrych występów pomocnika wzrosnąć do £6 milionów.
| Sezon     | Klub                       | Kraj    | Rozgrywki            | Mecze | Bramki |
| --------- | -------------------------- | ------- | -------------------- | ----- | ------ |
| 2002      | Requins de l’Atlantique FC | Benin   | Benin Premier League |       |        |
| 2003      | Requins de l’Atlantique FC | Benin   | Benin Premier League |       |        |
| 2004      | Requins de l’Atlantique FC | Benin   | Benin Premier League |       |        |
| 2004/2005 | US Créteil-Lusitanos       | Francja | Ligue 2              | 35    | 5      |
| 2005/2006 | US Créteil-Lusitanos       | Francja | Ligue 2              | 33    | 5      |
| 2006/2007 | Le Mans Union Club 72      | Francja | Ligue 1              | 31    | 1      |
| 2007/2008 | Le Mans Union Club 72      | Francja | Ligue 1              | 30    | 4      |
| 2008/2009 | Paris Saint-Germain        | Francja | Ligue 1              | 34    | 6      |
| 2009/2010 | Paris Saint-Germain        | Francja | Ligue 1              | 29    | 3      |
| 2010/2011 | Paris Saint-Germain        | Francja | Ligue 1              | 14    | 0      |
| 2010/2011 | Sunderland                 | Anglia  | Premier League       | 14    | 3      |
| 2011/2012 | Sunderland                 | Anglia  | Premier League       | 42    | 8      |
| 2012/2013 | Sunderland                 | Anglia  | Premier League       | 39    | 7      |
| 2013/2014 | Sunderland                 | Anglia  | Premier League       | 2     | 0      |
| 2013/2014 | West Bromwich Albion       | Anglia  | Premier League       | 26    | 4      |
| 2014/2015 | West Bromwich Albion       | Anglia  | Premier League       | 28    | 2      |
| 2015/2016 | West Bromwich Albion       | Anglia  | Premier League       | 25    | 2      |

## Kariera reprezentacyjna
W reprezentacji Beninu Sessègnon zadebiutował w 2004 roku. Od czasu debiutu stał się podstawowym zawodnikiem kadry narodowej. W 2008 roku został powołany przez selekcjonera Reinharda Fabischa do kadry na Puchar Narodów Afryki 2008. Tam był podstawowym zawodnikiem i zagrał we wszystkich trzech grupowych spotkaniach: z Mali (0:1), z Wybrzeżem Kości Słoniowej (1:4) i z Nigerią (0:2).